# Park Narodowy Bredhi i Drenovës
Park Narodowy Bredhi i Drenovës (alb. Parku Kombëtar Bredhi i Drenovës) – park narodowy w południowo-wschodniej Albanii, położony w pobliżu miasta Korcza. Znany z leczniczych górskich źródeł oraz niezwykłych formacji skalnych z najbardziej znaną formacją Gurit i Capit, dwie skały jakby przecięte nożem. Całkowita powierzchnia parku to 1380 hektarów, z czego 750 hektarów zajmują lasy, a 240 hektarów pastwiska. 